# Platymantis neckeri
Platymantis neckeri är en groddjursart som först beskrevs av Brown och Myers 1949.  Platymantis neckeri ingår i släktet Platymantis och familjen Ceratobatrachidae. IUCN kategoriserar arten globalt som livskraftig. Inga underarter finns listade i Catalogue of Life.